# Kawasaki GPZ 550
La GPZ 550 è una motocicletta stradale prodotta dalla casa motociclistica giapponese Kawasaki dal 1978 al 1990 che ha dato inizio alla serie delle Kawasaki GPZ.

## Il contesto
La prima versione, prodotta in un'unica serie dal 1978 al 1981 e denominata KZ550D1, aveva una carrozzeria squadrata simile alle altre Kawasaki di quegli anni ed era dotata di un motore, in parte colorato in nero ed in parte cromato, a quattro cilindri in linea con 8 valvole con una potenza di 59 cv a 9000 giri, raffreddato ad aria; per il periodo a cui apparteneva presentava alcune novità quali i carburatori a depressione, una forcella anteriore ad aria pressurizzata marca Showa ed un cupolino di serie rigidamente collegato alla forcella che sulle moto di allora era abbastanza raro.
La seconda versione, quella che in Italia ha avuto il maggior successo e contendeva lo scettro di regina delle medie cilindrate sportive con le quadricilindriche Honda CBX550F e Suzuki GSX550EF (la Yamaha XZ550 di allora era bicilindrica ed era considerata troppo turistica), è stata prodotta dal 1982 al 1984 in tre serie (KZ550H1, KZ550H2 e KZ550H2A) praticamente identiche tranne alcuni particolari secondari e le colorazioni.
Aveva una carrozzeria meno spigolosa, specie nel gruppo fianchetti-sella-codino, ma comunque assomigliava alla prima versione, specialmente all'avantreno dove la forcella ed il cupolino erano esteticamente uguali.
Invece la meccanica era molto differente, con il motore completamente rivisto e colorato in nero, potenziato fino a 64CV, alla ciclistica con il debutto su una moto di serie del monoammortizzatore Unitrack che ancora oggi viene utilizzato opportunamente rivisto e migliorato.
Inoltre un'anteprima dell'epoca era costituita dal cruscotto con indicatore carburante ed altre segnalazioni realizzate con un display a cristalli liquidi.
La terza versione, che riprendeva l'estetica di famiglia delle sorelle maggiori 750 Unitrak e 1100 Unitrack, denominata ZX550A e prodotta fino al 1990 in diverse serie (A1-A6) non facilmente distinguibili fra loro se non per le colorazioni e per piccoli affinamenti tecnici, in Italia non ha avuto molto successo, mentre in alcuni paesi europei è stata un best seller.
Il motore era identico alla seconda versione, mentre la ciclistica adottava la ruota anteriore da 18 pollici anziché da 19.
La carrozzeria era decisamente più arrotondata delle versioni precedenti, con un cupolino abbastanza esteso fissato al telaio e non più alla forcella, con le marmitte piegate verso l'alto e la strumentazione divisa in due pannelli separati, uno in posizione tradizionale composta da contagiri e contachilometri, ed uno sul serbatoio, abbastanza scomodo dal punto di vista ergonomico, composto dall'indicatore del carburante e di altre anomalie a cristalli liquidi, oltre alle spie luminose per le tradizionali segnalazioni.